# Chapelle Notre-Dame-de-la-Fontaine de Saint-Brieuc
La chapelle Notre-Dame-de-la-Fontaine est située entre la rue de la Fontaine Saint-Brieuc, la rue Ruffelet et la Venelle Saint-Brieuc à Saint-Brieuc. Elle fut initialement construite au XVe siècle.
Elle est adossée à la fontaine Saint-Brieuc, où selon la légende Brieuc aurait créé un oratoire,. L'édicule abritant la fontaine est classée aux monuments historiques depuis 1928.

## Construction
La chapelle Notre-Dame de la fontaine a été construite en 1407 à la demande de Marguerite de Clisson,.
Elle a été détruite, sauf la partie abritant la fontaine, en 1799 par Raphaël de Casabianca pour réutiliser les pierres comme barricade contre les Chouans.
La chapelle a été reconstruite en 1838 grâce à Julie Bagot, fille de Jean-Louis Bagot, ancien maire de la ville.
Les sculptures en calcaire des saints Brieuc et Tugdual ont été réalisés par le sculpteur Élie Le Goff en 1896.

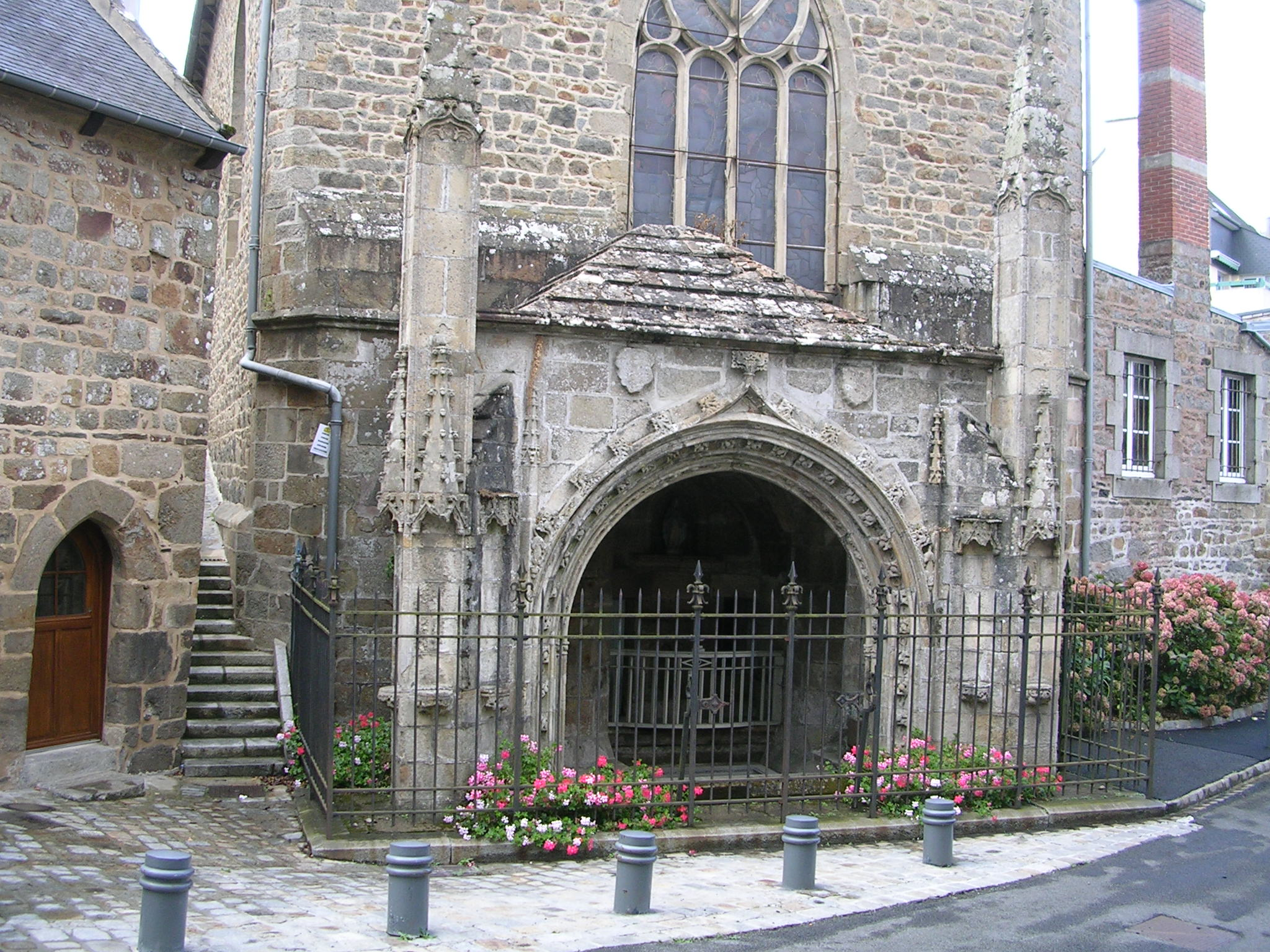
Fronton de Notre-Dame de la fontaine.

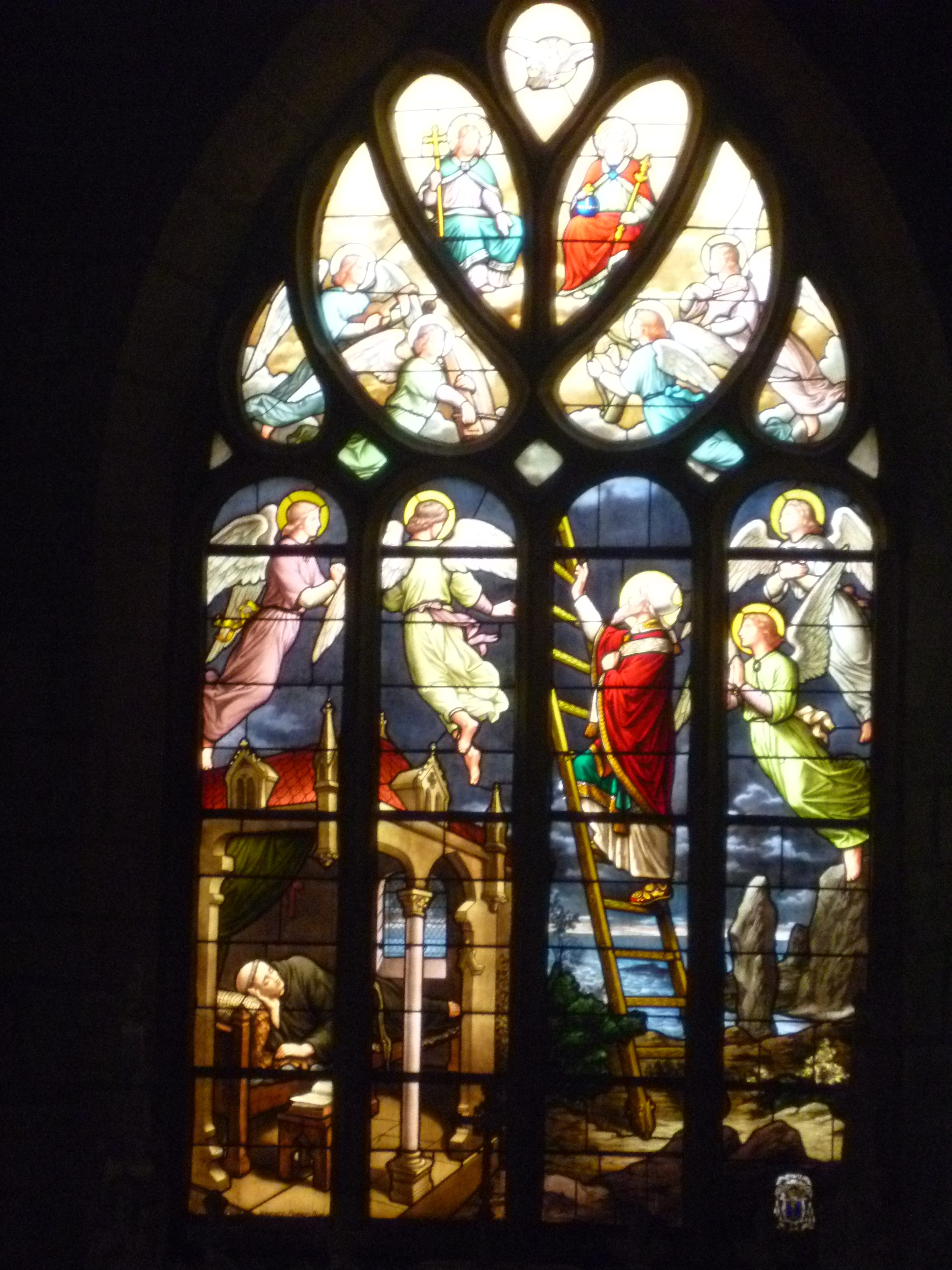
Vitrail de la chapelle.